# Radnóti Miklós antirasszista díj
A Radnóti Miklós antirasszista díj (röviden: Radnóti-díj) a Magyar Ellenállók és Antifasiszták Szövetségének (MEASZ) elnöksége által 2000 februárjában alapított elismerés, amely a társadalmi élet különböző területén tevékenykedő bármely magánszemélynek odaítélhető, aki „munkásságával, véleményformáló kiállásával, személyes példamutatásával fellép a rasszizmus, az antiszemitizmus, és a kirekesztés bármely formája ellen.” A díjat megkaphatja valamely szervezet és település is.
Az Egyesült Nemzetek Szervezete Közgyűlése 1966. október 26-án, a 2142. számú határozatával jelölte ki március 21-ét a faji megkülönböztetés elleni küzdelem nemzetközi napjaként, annak emlékére, hogy 1960-ban a dél-afrikai rendőrség Sharpeville-ben ezen a napon tüzet nyitott és megölt 69 embert, az apartheid rezsim korlátozó intézkedései elleni békés tüntetés során.
E hagyomány őrzésére választották az alapítók március 21-ét a Radnóti-díj átadásának napjául. A díjjal arra kívánják felhívni a figyelmet, hogy változatlanul vannak olyan folyamatok a világban és hazánkban, amelyeknek káros következménye az egyes embercsoportok kitaszítása lehet.

## Díjazás
Az alapító okirat alapján minden évben 12 díjat adnak át, ebből a MEASZ tagjai hármat kaphatnak. A január 31-ig beérkező jelölésekről a MEASZ elnöksége február 21-ig dönt, miután kikérte a korábbi Radnóti-díjasok véleményét, és előzetes egyeztetett a jelöltekkel, hogy elfogadják-e az elismerést.
A Radnóti-díj Mészáros András grafikus ötlete alapján, üvegből készült műalkotás (pajzs), rajta fémplaketten a díj és a díjazott neve, valamint az adományozás évszáma. A díjhoz emléklap is jár.
Az okirat szerint az alapítók felkérték az Országgyűlés elnökét (távollétében alelnökét) a díj átadására, amire 2003 és 2010 között a Parlament felsőházi termében került sor, azóta alkalmi helyeken (Odry Színpad, RAM - Radnóti Miklós Művelődési Központ, a Fővárosi Önkormányzat díszterme).

## Díjazottak
| Év   | Név | Foglalkozás                                                                                      | Megj.         |
| ---- | --- | ------------------------------------------------------------------------------------------------ | ------------- |
| 2001 | Bernáth László | újságíró                                                                                         | [ 9 ]         |
| 2001 | Darvas Iván | színművész                                                                                       | [ 9 ]         |
| 2001 | Gerendás Péter | zenész                                                                                           | [ 9 ]         |
| 2001 | Hegyesiné Orsós Éva                                                                                               | tanár, köztisztviselő                                                                            | [ 9 ]         |
| 2001 | Rabi Ferenc | szakszervezeti vezető                                                                            | [ 9 ]         |
| 2001 | Sárközi Sándor | MEASZ elnökségi tag                                                                              | [ 9 ]         |
| 2001 | Schiffer János | főpolgármester-helyettes                                                                         | [ 9 ]         |
| 2001 | Székely Gábor | közgazdász                                                                                       | [ 9 ]         |
| 2001 | Újvári László |                                                                                                  | [ 9 ]         |
| 2001 | Verő Gábor | levéltáros, történész                                                                            | [ 9 ]         |
| 2001 | Zalai Emil |                                                                                                  | [ 9 ]         |
| 2002 | Czene Gábor | újságíró                                                                                         | [ 10 ]        |
| 2002 | Endreffy Zoltán                                                                                                   | filozófus                                                                                        | [ 10 ]        |
| 2002 | Fehér Sándor | MEASZ-elnökségi tag                                                                              | [ 10 ]        |
| 2002 | Grnyó József | MEASZ elnökségi tag                                                                              | [ 10 ]        |
| 2002 | Hernádi Judit | színművésznő                                                                                     | [ 10 ]        |
| 2002 | Horváth Aladár | roma polgárjogi aktivista                                                                        | [ 10 ]        |
| 2002 | Kunos Péter | közgazdász                                                                                       | [ 10 ]        |
| 2002 | Mészáros Tamás | újságíró                                                                                         | [ 10 ]        |
| 2002 | Rózsa András | vezérigazgató                                                                                    | [ 10 ]        |
| 2002 | Sárközi Sándor | MEASZ elnökségi tag                                                                              | [ 10 ]        |
| 2002 | Szőke Károly | a Vasasszakszervezet elnöke                                                                      | [ 10 ]        |
| 2002 | Randolph L. Braham                                                                                                | holokausztkutató, (Amerikai Egyesült Államok)                                                    | [ 10 ]        |
| 2003 | Dési János | újságíró                                                                                         | [ 10 ]        |
| 2003 | Göncz Árpád | volt köztársasági elnök                                                                          | [ 10 ]        |
| 2003 | Ilcsik Sándor | MEASZ-tag                                                                                        | [ 10 ]        |
| 2003 | Jancsó Miklós | filmrendező                                                                                      | [ 10 ]        |
| 2003 | Kiss Imre | MEASZ-tag                                                                                        | [ 10 ]        |
| 2003 | Kovács Jenőné | MEASZ-tag                                                                                        | [ 10 ]        |
| 2003 | Kratochwill Péter                                                                                                 | vezérigazgató                                                                                    | [ 10 ]        |
| 2003 | ifj. Nyers Rezső                                                                                                  | a Bankszövetség főtitkára                                                                        | [ 10 ]        |
| 2003 | Szepesi György | újságíró                                                                                         | [ 10 ]        |
| 2003 | Varga Tamás | MEASZ-tag                                                                                        | [ 10 ]        |
| 2003 | Vitányi Iván | politikus                                                                                        | [ 10 ]        |
| 2003 | Voith Ági | színművésznő                                                                                     | [ 10 ]        |
| 2004 | Andai Ferenc | kanadai–magyar történész                                                                         | [ 10 ]        |
| 2004 | Bálint András | színművész                                                                                       | [ 10 ]        |
| 2004 | Benatosz Evangelosz                                                                                               | civilszervezeti vezető                                                                           | [ 10 ]        |
| 2004 | Bródy János | zenész                                                                                           | [ 10 ]        |
| 2004 | Felcsuti Péter | közgazdász                                                                                       | [ 10 ]        |
| 2004 | Ferge Zsuzsa | szociológus                                                                                      | [ 10 ]        |
| 2004 | Gergényi Péter | rendőrfőkapitány                                                                                 | [ 10 ]        |
| 2004 | Iványi Gábor | a Magyarországi Evangéliumi Testvérközösség lelkész vezetője                                     | [ 10 ]        |
| 2004 | Kaltenbach Jenő                                                                                                   | jogtudós                                                                                         | [ 10 ]        |
| 2004 | Mécs Imre | politikus                                                                                        | [ 10 ]        |
| 2004 | Rajos Sándor | MEASZ-tag                                                                                        | [ 10 ]        |
| 2004 | Szita Sándorné | MEASZ-tag                                                                                        | [ 10 ]        |
| 2005 | Dés László | zenész                                                                                           | [ 10 ]        |
| 2005 | Dienes Gedeon | Wallenberg és Carl Lutz egykori munkatársa                                                       | [ 10 ]        |
| 2005 | Földes György | a Politikatörténeti Intézet főigazgatója                                                         | [ 10 ]        |
| 2005 | Furman Imre | a Nemzeti és Etnikai Kisebbségi Jogvédő Iroda igazgatója                                         | [ 10 ]        |
| 2005 | Hegedűs D. Géza                                                                                                   | színművész                                                                                       | [ 10 ]        |
| 2005 | Kardos Péter | izraelita főrabbi                                                                                | [ 10 ]        |
| 2005 | Kende Ernőné | a Nácizmus Üldözötteinek Bizottsága Országos Egyesületének elnökhelyettese                       | [ 10 ]        |
| 2005 | Majoros László | a MEASZ Hajdú-Bihar megyei elnöke                                                                | [ 10 ]        |
| 2005 | Márton László | író, újságíró                                                                                    | [ 10 ]        |
| 2005 | Mester Ákos | főszerkesztő                                                                                     | [ 10 ]        |
| 2005 | Stanko Nick | nagykövet (Horvátország)                                                                         | [ 10 ]        |
| 2005 | Tóth Sándor | hadtörténész                                                                                     | [ 10 ]        |
| 2006 | Baranyi Ferenc | költő                                                                                            | [ 10 ]        |
| 2006 | David Gur | egykori cionista ellenálló                                                                       | [ 10 ]        |
| 2006 | Donáth Ferenc | a Nagy Imre Társaság budapesti elnöke                                                            | [ 10 ]        |
| 2006 | Godó Ágnes | történész                                                                                        | [ 10 ]        |
| 2006 | Halmos Sándor | a Debreceni Zsidó Hitközség ügyvezető igazgatója                                                 | [ 10 ]        |
| 2006 | Hegyi Gyula | az Európai Parlament képviselője                                                                 | [ 10 ]        |
| 2006 | Koncz Gábor | színművész                                                                                       | [ 10 ]        |
| 2006 | Kovács András | filmrendező                                                                                      | [ 10 ]        |
| 2006 | Mitnyán Pál | a MEASZ Borsod-Abaúj-Zemplén megyei elnöke                                                       | [ 10 ]        |
| 2006 | Nagy László | a Sportegyesületek Országos Szövetsége alelnöke                                                  | [ 10 ]        |
| 2006 | Szőke Tibor | a MEASZ XI. kerületi elnöke                                                                      | [ 10 ]        |
| 2006 | Takács István | a SANSZ elnök-főszerkesztője                                                                     | [ 10 ]        |
| 2006 | Tóth József | Budapest XIII. kerületének polgármestere                                                         | [ 10 ]        |
| 2006 | Vajda Gyula | a MEASZ külföldi tagozatának vezetője (Brazília)                                                 | [ 10 ]        |
| 2006 | Vásárhelyi Mária                                                                                                  | szociológus                                                                                      | [ 10 ]        |
| 2007 | Bitó László | orvos-közíró                                                                                     | [ 10 ]        |
| 2007 | Bödő László | a MEASZ Baranya megyei elnöke                                                                    | [ 10 ]        |
| 2007 | Debreczeni József                                                                                                 | közíró                                                                                           | [ 10 ]        |
| 2007 | Juszt László | újságíró                                                                                         | [ 10 ]        |
| 2007 | Kosáry Domokos | akadémikus                                                                                       | [ 10 ]        |
| 2007 | Markó Iván | táncművész                                                                                       | [ 10 ]        |
| 2007 | Nyers Rezső | az MSZP alapító elnöke                                                                           | [ 10 ]        |
| 2007 | Róbert László | újságíró                                                                                         | [ 10 ]        |
| 2007 | Sándor József | a MEASZ csepeli elnöke                                                                           | [ 10 ]        |
| 2007 | Schweitzer József                                                                                                 | nyugalmazott főrabbi                                                                             | [ 10 ]        |
| 2007 | Szikra Sándor | MEASZ-elnökhelyettes                                                                             | [ 10 ]        |
| 2007 | Budapesti Vándor Kórus                                                                                            |                                                                                                  | [ 10 ]        |
| 2007 | Szociális Testvérek Társasága                                                                                     |                                                                                                  | [ 10 ]        |
| 2008 | Gálvölgyi János                                                                                                   | színművész                                                                                       | [ 10 ]        |
| 2008 | Gusztos Péter | parlamenti képviselő, az Emberjogi Bizottság tagja                                               | [ 10 ]        |
| 2008 | György Péter | esztéta, médiakritikus                                                                           | [ 10 ]        |
| 2008 | Kajtárné Botár Borbála                                                                                            | miniszteri főtanácsadó                                                                           | [ 10 ]        |
| 2008 | Lazarovits Ernő                                                                                                   | a Nácizmus Üldözötteinek Bizottsága alelnöke                                                     | [ 10 ]        |
| 2008 | Népszava szerkesztősége                                                                                           |                                                                                                  | [ 10 ]        |
| 2008 | Oláh Ernő | csellóművész                                                                                     | [ 10 ]        |
| 2008 | Pál Gizella | a MEASZ II. kerületi elnöke                                                                      | [ 10 ]        |
| 2008 | Pálfi Balázs | újságíró                                                                                         | [ 10 ]        |
| 2008 | Szász István | publicista                                                                                       | [ 10 ]        |
| 2008 | Szenes Iván István                                                                                                | a MEASZ alelnöke, a Nácizmus Üldözötteinek Bizottsága elnöke                                     | [ 10 ]        |
| 2008 | Szunyogh Károly                                                                                                   | címzetes egyetemi tanár                                                                          | [ 10 ]        |
| 2008 | Tamás Tibor | szerkesztő, újságíró                                                                             | [ 10 ]        |
| 2008 | Tom Lantos | az USA volt kongresszusi képviselője                                                             | [ 10 ]        |
| 2008 | Tódor János | újságíró, szociográfus                                                                           | [ 10 ]        |
| 2008 | Vágó István | televíziós műsorvezető                                                                           | [ 10 ]        |
| 2008 | Várkonyi Endre | újságíró                                                                                         | [ 10 ]        |
| 2009 | Bánáti Rudolf | önkormányzati képviselő                                                                          | [ 10 ]        |
| 2009 | Csapody Tamás | jogász, szociológus                                                                              | [ 10 ]        |
| 2009 | Debreczenyi János                                                                                                 | polgármester                                                                                     | [ 10 ]        |
| 2009 | Ferencz Győző | költő, tanszékvezető, egyetemi docens                                                            | [ 10 ]        |
| 2009 | Gáspár István | civilszervezeti vezető                                                                           | [ 10 ]        |
| 2009 | Herényi Károly | frakcióvezető                                                                                    | [ 10 ]        |
| 2009 | Horváth János | civilszervezeti vezető                                                                           | [ 10 ]        |
| 2009 | Kálmán Olga | újságíró                                                                                         | [ 10 ]        |
| 2009 | Kósáné Kovács Magda                                                                                               | az EP szocialista képviselő-csoportjának alelnöke                                                | [ 10 ]        |
| 2009 | ifj. Lasz György                                                                                                  | ügyvezető igazgató                                                                               | [ 10 ]        |
| 2009 | Pataky Péter | szakszervezeti vezető                                                                            | [ 10 ]        |
| 2009 | Regös István | újságíró                                                                                         | [ 10 ]        |
| 2009 | Révész Márta | önkormányzati bizottsági vezető                                                                  | [ 10 ]        |
| 2009 | Szigetvári Miklós                                                                                                 | civilszervezeti vezető                                                                           | [ 10 ]        |
| 2009 | Szinetár Miklós                                                                                                   | rendező                                                                                          | [ 10 ]        |
| 2009 | Vámos Tibor | akadémikus                                                                                       | [ 10 ]        |
| 2010 | Andrassew Iván | újságíró                                                                                         | [ 10 ]        |
| 2010 | Czerván Mártonné                                                                                                  | az MSZOSZ Nyugdíjas Választmányának elnöke                                                       | [ 10 ]        |
| 2010 | Földes Anna | újságíró                                                                                         | [ 10 ]        |
| 2010 | Frank Dávid | holokauszttúlélő, dunakeszi főrabbi                                                              | [ 10 ]        |
| 2010 | Galló Béla | politológus                                                                                      | [ 10 ]        |
| 2010 | Gerendai Károly                                                                                                   | a Sziget Fesztivál megalapítója                                                                  | [ 10 ]        |
| 2010 | Igor Szavolszkijnak                                                                                               | Oroszország volt budapesti nagykövete, karancslejtői bányász ellenállás emlékeinek ápolója       | [ 10 ]        |
| 2010 | Jankovits György                                                                                                  | a Nyugdíjasok Országos Szövetségének elnöke, karancslejtői bányász ellenállás emlékeinek ápolója | [ 10 ]        |
| 2010 | Kirschner Péter                                                                                                   | a Magyar Zsidó Kulturális Egyesület elnöke                                                       | [ 10 ]        |
| 2010 | Klubrádió szerkesztősége                                                                                          |                                                                                                  | [ 10 ]        |
| 2010 | Ladányi János | szociológus, egyetemi tanár                                                                      | [ 10 ]        |
| 2010 | Lugosi Lajos | a MEASZ felügyelőbizottságának elnöke                                                            | [ 10 ]        |
| 2010 | Magyarországi Görögök Országos Önkormányzata                                                                      |                                                                                                  | [ 10 ]        |
| 2010 | Magyar Narancs szerkesztősége                                                                                     |                                                                                                  | [ 10 ]        |
| 2010 | Ormos Mária | akadémikus, történész                                                                            | [ 10 ]        |
| 2010 | Ranschburg Jenő                                                                                                   | gyermekpszichológus                                                                              | [ 10 ]        |
| 2010 | Székely Kata | a Nők Lapja alapító újságírója                                                                   | [ 10 ]        |
| 2010 | Szita Szabolcs | történészprofesszor                                                                              | [ 10 ]        |
| 2010 | Zsigmond Attila                                                                                                   | az MDF alapítója, a Budapest Galéria igazgatója                                                  | [ 10 ]        |
| 2010 | Szlávik János | a Magyarországi HIV-fertőzötteket és AIDS Betegeket Segélyező Alapítvány kuratóriumának elnöke   | [ 10 ]        |
| 2010 | Závada Pál | író                                                                                              | [ 10 ]        |
| 2010 | Michael Vanderbourght                                                                                             | (Belgium) a FIR elnöke                                                                           | [ 10 ]        |
| 2011 | Bocskai T. József                                                                                                 | az igazolt Magyar Szabadságharcos Szövetség elnöke                                               | [ 10 ]        |
| 2011 | Eszenyi Enikő | a Vígszínház igazgatója                                                                          | [ 10 ]        |
| 2011 | Galamus-csoport internetes folyóirat szerkesztősége                                                               |                                                                                                  | [ 10 ]        |
| 2011 | Gordon Gábor | az Élet Menete Alapítvány elnöke                                                                 | [ 10 ]        |
| 2011 | Kleanthis Kleanthous                                                                                              | a Szakszervezeti Világszövetség WFTU) Európai Irodájának vezetője                                | [ 10 ]        |
| 2011 | Kordáné Szatmári Veronika                                                                                         | a MEASZ alelnöke                                                                                 | [ 10 ]        |
| 2011 | Kovács Zoltán | az Élet és Irodalom főszerkesztője                                                               | [ 10 ]        |
| 2011 | Lomnici Zoltán | az Emberi Méltóság Tanácsának elnöke                                                             | [ 10 ]        |
| 2011 | Nagy János | a MEASZ alelnöke                                                                                 | [ 10 ]        |
| 2011 | Presser Gábor | zeneszerző, előadóművész                                                                         | [ 10 ]        |
| 2011 | Szabadka városa                                                                                                   |                                                                                                  | [ 10 ]        |
| 2011 | Szász András | a Magyar Nemzeti Ellenállási Szövetség elnöke                                                    | [ 10 ]        |
| 2011 | D. Szebik Imre | ny. evangélikus püspök, a Magyarországi Egyházak Ökumenikus Tanácsának elnöke                    | [ 10 ]        |
| 2011 | Szőnyi Pál Tibor                                                                                                  | a MEASZ I. és XII. kerületi szervezetének titkára                                                | [ 10 ]        |
| 2011 | Vörös T. Károly]                                                                                                  | a Népszabadság főszerkesztője                                                                    | [ 10 ]        |
| 2012 | Barát Tamás | újságíró, oktató                                                                                 | [ 10 ]        |
| 2012 | Bolgár György | újságíró                                                                                         | [ 10 ]        |
| 2012 | Czeizel Endre | orvos genetikus                                                                                  | [ 10 ]        |
| 2012 | Donáth László | evangélikus lelkész                                                                              | [ 10 ]        |
| 2012 | Fischer Iván | a Budapesti Fesztivál Zenekar vezetője                                                           | [ 10 ]        |
| 2012 | Gibril Deen | a Mahatma Gandhi Emberi Jogi Szervezet elnöke                                                    | [ 10 ]        |
| 2012 | Keres Emil | színművész                                                                                       | [ 10 ]        |
| 2012 | Kulka János | színművész                                                                                       | [ 10 ]        |
| 2012 | Lőrincz Marcell                                                                                                   | a Szubjektív Értékek Alapítvány elnöke                                                           | [ 10 ]        |
| 2012 | Szekeres István                                                                                                   | nyugállományú dandártábornok, a MEASZ alelnöke                                                   | [ 10 ]        |
| 2012 | Szemes Györgyné                                                                                                   | a Nácizmus Üldözötteinek Bizottsága Auschwitz-bizottságának elnöke                               | [ 10 ]        |
| 2012 | Ulrich Schneider                                                                                                  | az Ellenállók Nemzetközi Föderációja – Antifasiszta Szövetség főtitkára                          | [ 10 ]        |
| 2013 | Drucker Tibor | holokauszttúlélő, a Holokauszt Emlékközpont közalapítvány kuratóriumi tagja                      | [ 11 ] [ 12 ] |
| 2013 | Farkasházy Tivadar                                                                                                | humorista, újságíró                                                                              | [ 11 ] [ 12 ] |
| 2013 | Horváth János | az Országgyűlés korelnöke, a nyilasok által 1944-ben halálra ítélt kisgazda politikus            | [ 11 ] [ 12 ] |
| 2013 | Kerecsényi Zoltán                                                                                                 | az antifasiszta.hu szerkesztője                                                                  | [ 11 ] [ 12 ] |
| 2013 | Kiss Péter | szocialista országgyűlési képviselő                                                              | [ 11 ] [ 12 ] |
| 2013 | Lebovits Imre | holokauszttúlélő, egyetemi docens                                                                | [ 11 ] [ 12 ] |
| 2013 | Magyar Újságírók Országos Szövetsége                                                                              |                                                                                                  | [ 11 ] [ 12 ] |
| 2013 | Németh Péter | a Népszava főszerkesztője                                                                        | [ 11 ] [ 12 ] |
| 2013 | Sas József | humorista, színész, rendező                                                                      | [ 11 ] [ 12 ] |
| 2013 | Tolerancia Facebook-csoport                                                                                       |                                                                                                  | [ 11 ] [ 12 ] |
| 2013 | Magyar Újságírók Országos Szövetsége                                                                              |                                                                                                  | [ 11 ] [ 12 ] |
| 2014 | Aczél Endre | újságíró                                                                                         | [ 14 ] [ 15 ] |
| 2014 | Alföldi Róbert | Jászai Mari-díjas színművész, rendező                                                            | [ 14 ] [ 15 ] |
| 2014 | Borsány György | volt terézvárosi polgármester, a MEASZ alelnöke                                                  | [ 14 ] [ 15 ] |
| 2014 | Garai-Édler Eszter                                                                                                | kiadványszerkesztő, antifasiszta aktivista                                                       | [ 14 ] [ 15 ] |
| 2014 | Garai Róbert | színész, rendező                                                                                 | [ 14 ] [ 15 ] |
| 2014 | Harmati Béla | nyugalmazott evangélikus püspök                                                                  | [ 14 ] [ 15 ] |
| 2014 | Heller Ágnes | Széchenyi-díjas filozófus, egyetemi tanár, az MTA rendes tagja                                   | [ 14 ] [ 15 ] |
| 2014 | Hét Olajfa Egyesület                                                                                              |                                                                                                  | [ 14 ] [ 15 ] |
| 2014 | Jánosi Katalin | képzőművész, a Nagy Imre Alapítvány alapítója                                                    | [ 14 ] [ 15 ] |
| 2014 | Komjáthi Imre | a Közmunkás Szakszervezet társelnöke                                                             | [ 14 ] [ 15 ] |
| 2014 | Krausz Tamás | történész                                                                                        | [ 14 ] [ 15 ] |
| 2014 | Magyar György | ügyvéd                                                                                           | [ 14 ] [ 15 ] |
| 2014 | Magyarországi Zsidó Hitközségek Szövetsége                                                                        |                                                                                                  | [ 14 ] [ 15 ] |
| 2014 | Németh Sándor | a Hit Gyülekezetének vezető lelkésze                                                             | [ 14 ] [ 15 ] |
| 2014 | Polgár Ernő | író                                                                                              | [ 14 ] [ 15 ] |
| 2014 | Szöllősi Gábor | tanár, emberjogi aktivista                                                                       | [ 14 ] [ 15 ] |
| 2014 | Viczián Zoltán | nyugállományú ezredes, a MEASZ Heves megyei elnöke                                               | [ 14 ] [ 15 ] |
| 2015 | Borszéki Gyula | XIII. kerületi alpolgármester                                                                    | [ 16 ] [ 17 ] |
| 2015 | Fischer Ádám | karmester                                                                                        | [ 16 ] [ 17 ] |
| 2015 | Galkó Balázs | színművész                                                                                       | [ 16 ] [ 17 ] |
| 2015 | Holopné Schramek Kornélia                                                                                         | XIII. kerületi alpolgármester                                                                    | [ 16 ] [ 17 ] |
| 2015 | Janisch Attila | filmrendező                                                                                      | [ 16 ] [ 17 ] |
| 2015 | Komássy Gyula | a MEASZ felügyelőbizottságának elnöke                                                            | [ 16 ] [ 17 ] |
| 2015 | Koncz Zsuzsa | előadóművész                                                                                     | [ 16 ] [ 17 ] |
| 2015 | Konrád György | író                                                                                              | [ 16 ] [ 17 ] |
| 2015 | Lasz György | rendőrségi és biztonságpolitikai szakértő                                                        | [ 16 ] [ 17 ] |
| 2015 | Szegő Tamás Díj Alapítvány                                                                                        |                                                                                                  | [ 16 ] [ 17 ] |
| 2015 | Szerényi Jánosné                                                                                                  | a MEASZ alelnöke                                                                                 | [ 16 ] [ 17 ] |
| 2015 | Szombathelyi Zsidó Hitközség                                                                                      |                                                                                                  | [ 16 ] [ 17 ] |
| 2015 | Szunyogh Szabolcs                                                                                                 | újságíró                                                                                         | [ 16 ] [ 17 ] |
| 2015 | Ungvári Tamás | irodalomtörténész, műfordító, egyetemi tanár                                                     | [ 16 ] [ 17 ] |
| 2015 | Vitray Tamás | újságíró                                                                                         | [ 16 ] [ 17 ] |
| 2016 | Jean Cardoen | a Belga Veterán Intézet emlékezési és kommunikációs igazgatója                                   | [ 18 ] [ 19 ] |
| 2016 | Gajda Péter | polgármester, Budapest XIX. kerülete                                                             | [ 18 ] [ 19 ] |
| 2016 | Galló Istvánné | a Pedagógusok Szakszervezetének elnöke                                                           | [ 18 ] [ 19 ] |
| 2016 | Hajdú László | polgármester, Budapest XV. kerülete                                                              | [ 18 ] [ 19 ] |
| 2016 | Halász Judit | színművész                                                                                       | [ 18 ] [ 19 ] |
| 2016 | Horváth Dezső | polgármester Kővágóörs                                                                           | [ 18 ] [ 19 ] |
| 2016 | Kiss Anikó | a Szociális Csomagküldő Mozgalom (SZOCSOMA) elnöke                                               | [ 18 ] [ 19 ] |
| 2016 | Menekültek segítői (közös díj)                                                                                    |                                                                                                  | [ 18 ] [ 19 ] |
| 2016 | Rédei Éva | a Láng Téka könyvesbolt vezetője                                                                 | [ 18 ] [ 19 ] |
| 2016 | Róna Judit | anyanyelvi lektor                                                                                | [ 18 ] [ 19 ] |
| 2016 | Somfai Péter | újságíró, Népszava                                                                               | [ 18 ] [ 19 ] |
| 2016 | Stock Richárd | jogtanácsos, Klubrádió                                                                           | [ 18 ] [ 19 ] |
| 2016 | Ujhelyi István | képviselő, Európai Parlament                                                                     | [ 18 ] [ 19 ] |
| 2016 | Vadai Ágnes | országgyűlési képviselő                                                                          | [ 18 ] [ 19 ] |
| 2016 | Zsolnai Júlia | színművész                                                                                       | [ 18 ] [ 19 ] |
| 2017 | Állami kitüntetésüket visszaadók (közös díj)                                                                      |                                                                                                  | [ 22 ] [ 23 ] |
| 2017 | Beer Miklós | váci püspök                                                                                      | [ 22 ] [ 23 ] |
| 2017 | Csillag Ádám | filmrendező, krónikás                                                                            | [ 22 ] [ 23 ] |
| 2017 | Daróczi Ágnes | kulturális menedzser                                                                             | [ 22 ] [ 23 ] |
| 2017 | Fullajtár Andrea                                                                                                  | színművész                                                                                       | [ 22 ] [ 23 ] |
| 2017 | Görgey Gábor | író                                                                                              | [ 22 ] [ 23 ] |
| 2017 | Gurmai Zita | az Európai Szocialista Párt nőtagozatának elnöke                                                 | [ 22 ] [ 23 ] |
| 2017 | Keleti Éva | fotóművész                                                                                       | [ 22 ] [ 23 ] |
| 2017 | Komoróczy Géza | történész, író                                                                                   | [ 22 ] [ 23 ] |
| 2017 | Nagyváradi Szűcs Mihály                                                                                           | a MEASZ alelnöke                                                                                 | [ 22 ] [ 23 ] |
| 2017 | Raoul Wallenberg Egyesület                                                                                        |                                                                                                  | [ 22 ] [ 23 ] |
| 2017 | Sátoraljaújhelyi Fegyház és Börtön személyi állománya, Sátoraljaújhelyi Szent István Római Katolikus Egyházközség |                                                                                                  | [ 22 ] [ 23 ] |
| 2017 | Sebes György | a Népszava újságírója                                                                            | [ 22 ] [ 23 ] |
| 2017 | Pavol Sečkár | a Szlovák Antifasiszta Harcosok Szövetsége elnöke                                                | [ 22 ] [ 23 ] |
| 2017 | Szonderik Gyula                                                                                                   | a MEASZ XIX. kerületi szervezetének elnöke                                                       | [ 22 ] [ 23 ] |
| 2017 | Trom András | újságíró, a MÚOSZ alelnöke, a kül- és biztonságpolitikai szakosztály elnöke                      | [ 22 ] [ 23 ] |
| 2017 | Vince Mátyás | újságíró                                                                                         | [ 22 ] [ 23 ] |
| 2018 | 168 Óra szerkesztősége                                                                                            |                                                                                                  | [ 24 ] [ 25 ] |
| 2018 | Falusi Mariann, Lang Györgyi                                                                                      | Előadó művészek                                                                                  | [ 24 ] [ 25 ] |
| 2018 | Jordán Tamás | színművész, színházigazgató                                                                      | [ 24 ] [ 25 ] |
| 2018 | Kocsis András Sándor                                                                                              | a Kossuth Kiadó Zrt. elnök-vezérigazgatója                                                       | [ 24 ] [ 25 ] |
| 2018 | Köteles György | a Magyar Békeszövetség elnöke                                                                    | [ 24 ] [ 25 ] |
| 2018 | Láng Judit | író, publicista, újságíró                                                                        | [ 24 ] [ 25 ] |
| 2018 | Magyar Helsinki Bizottság                                                                                         |                                                                                                  | [ 24 ] [ 25 ] |
| 2018 | Majtényi László                                                                                                   | alkotmányjogász                                                                                  | [ 24 ] [ 25 ] |
| 2018 | Máté Antal | Nyírbátor polgármestere                                                                          | [ 24 ] [ 25 ] |
| 2018 | Sz. Koncz István                                                                                                  | író                                                                                              | [ 24 ] [ 25 ] |
| 2018 | Székhelyi József                                                                                                  | színművész                                                                                       | [ 24 ] [ 25 ] |
| 2018 | Szirbik Imre | Szentes polgármestere                                                                            | [ 24 ] [ 25 ] |
| 2018 | Takács Ferenc | Budapest XIII. Kerület Önkormányzatának képviselője                                              | [ 24 ] [ 25 ] |
| 2018 | Trencsényi László                                                                                                 | egyetemi tanár                                                                                   | [ 24 ] [ 25 ] |
| 2019 | Fáki László | Szigethalom polgármestere                                                                        | [ 26 ]        |
| 2019 | Kanyuk József | Szlovákiában élő festőművész                                                                     | [ 26 ]        |
| 2019 | Kertész Zsuzsa | volt rádió- és tévébemondó                                                                       | [ 26 ]        |
| 2019 | Kiss Gábor | címzetes főiskolai tanár                                                                         | [ 26 ]        |
| 2019 | Kulcsár László | az Infóvilág főszerkesztője                                                                      | [ 26 ]        |
| 2019 | Pavle Katić (Szerbia)                                                                                             | Holokausz tulélő                                                                                 | [ 26 ]        |
| 2019 | Lendvai Ildikó | volt országgyűlési képviselő                                                                     | [ 26 ]        |
| 2019 | Paul Lendvai | újságíró                                                                                         | [ 26 ]        |
| 2019 | Magyar János | a MEASZ Baranya megyei elnöke                                                                    | [ 26 ]        |
| 2019 | Mészáros György                                                                                                   | a MEASZ III. ker elnöke                                                                          | [ 26 ]        |
| 2019 | Némethné Jankovics Györgyi                                                                                        | a NYOSZ elnöke                                                                                   | [ 26 ]        |
| 2019 | Pál Zoltán | a Kelet Népe Egyesület és a Bajcsy emlékbizottság SZSZB elnöke                                   | [ 26 ]        |
| 2019 | Póczik Szilveszter                                                                                                | történész kutató                                                                                 | [ 26 ]        |
| 2019 | Pusztai Miklós | a MEASZ BAZ megyei elnöke                                                                        | [ 26 ]        |
| 2019 | Rónai Egon | újságíró                                                                                         | [ 26 ]        |
| 2019 | Rózsa Péter | újságíró                                                                                         | [ 26 ]        |
| 2019 | Tóth Zoltán | választási és közigazgatási szakértő                                                             | [ 26 ]        |
| 2020 | Auróra Közösségi Ház                                                                                              |                                                                                                  | [ 27 ]        |
| 2020 | Brandt Viktor | álomszállító                                                                                     | [ 27 ]        |
| 2020 | Csákányi Eszter                                                                                                   | színművész                                                                                       | [ 27 ]        |
| 2020 | Erdős André | nagykövet                                                                                        | [ 27 ]        |
| 2020 | Filippo Giuffrida Répaci                                                                                          |                                                                                                  | [ 27 ]        |
| 2020 | Gadó János | szociológus, újságíró                                                                            | [ 27 ]        |
| 2020 | Szénási Sándor | újságíró                                                                                         | [ 27 ]        |
| 2020 | Kovács Gábor | újságíró                                                                                         | [ 27 ]        |
| 2020 | Hegedűs Judit | közgazdász                                                                                       | [ 27 ]        |
| 2020 | Doug Daniel | üzletember                                                                                       | [ 27 ]        |
| 2020 | Heti Világgazdaság                                                                                                | folyóirat                                                                                        | [ 27 ]        |
| 2020 | Horváth Csaba | polgármester                                                                                     | [ 27 ]        |
| 2020 | Niedermüller Péter                                                                                                | polgármester                                                                                     | [ 27 ]        |
| 2020 | Inotai András | közgazdász                                                                                       | [ 27 ]        |
| 2020 | Lengyel László | közgazdász                                                                                       | [ 27 ]        |
| 2020 | Karsai László | történész                                                                                        | [ 27 ]        |
| 2020 | Kotroczó Róbert                                                                                                   | az RTL Klub hírigazgatója                                                                        | [ 27 ]        |
| 2020 | Kronstein István                                                                                                  | civil szervezeti vezető                                                                          | [ 27 ]        |
| 2020 | Lovas Tamás | zenész                                                                                           | [ 27 ]        |
| 2020 | Mohácsi János | rendező                                                                                          | [ 27 ]        |
| 2020 | Pápai Gábor | karikaturista                                                                                    | [ 27 ]        |
| 2021 | Molnár Piroska | színművész                                                                                       | [ 28 ]        |
| 2021 | Upor László | dramaturg, műfordító, egyetemi tanár                                                             | [ 28 ]        |
| 2021 | Szalay Kriszta | színművész                                                                                       | [ 28 ]        |
| 2021 | Juhász László | a Magyar Szakszervezeti Szövetség Nyugdíjas Tagozatának elnöke                                   | [ 28 ]        |
| 2021 | Kocsis Tamás | újságíró                                                                                         | [ 28 ]        |
| 2022 | Bárándy Péter dr.                                                                                                 | jogász                                                                                           | [ 29 ]        |
| 2022 | Cserhalmi György                                                                                                  | színművész                                                                                       | [ 29 ]        |
| 2022 | Fodor János | újságíró                                                                                         | [ 29 ]        |
| 2022 | Hábetler Helga | kommunikációs szakértő                                                                           | [ 29 ]        |
| 2022 | Hauer Judit | nyugdíjas aktivista                                                                              | [ 29 ]        |
| 2022 | Horn János | nyugdíjas szakszervezeti vezető                                                                  | [ 29 ]        |
| 2022 | Jakab Attila | vallástörténész                                                                                  | [ 29 ]        |
| 2022 | Kulcsár István | újságíró                                                                                         | [ 29 ]        |
| 2022 | Kun Zsuzsa | újságíró                                                                                         | [ 29 ]        |
| 2022 | Moldova György | író                                                                                              | [ 29 ]        |
| 2022 | Román Demeterné                                                                                                   | nyugdíjas szakszervezeti vezető, a NYOSZ alelnöke                                                | [ 29 ]        |
| 2022 | Szarka Klára | fotótörténész                                                                                    | [ 29 ]        |
| 2023 | Arató András dr.                                                                                                  | újságíró, a Klubrádió igazgatótanácsának elnöke                                                  | [ 8 ]         |
| 2023 | Farkas József György                                                                                              | újságíró                                                                                         | [ 8 ]         |
| 2023 | Frölich Róbert dr.                                                                                                | a Dohány utcai zsinagóga főrabbija                                                               | [ 8 ]         |
| 2023 | Gábor György dr.                                                                                                  | filozófus                                                                                        | [ 8 ]         |
| 2023 | Gáti György | fotográfus                                                                                       | [ 8 ]         |
| 2023 | Kirúgott Tanárok Közössége                                                                                        |                                                                                                  | [ 8 ]         |
| 2023 | Losó Györgyné | a Romák Felzárkóztatásáért Egyesület elnöke                                                      | [ 8 ]         |
| 2023 | Mácsai Pál | színész, rendező, az Örkény István Színház igazgatója                                            | [ 8 ]         |
| 2023 | Millei Ilona | újságíró                                                                                         | [ 8 ]         |
| 2023 | Nagy Bandó András                                                                                                 | humorista, előadóművész                                                                          | [ 8 ]         |
| 2023 | Őrsi Gergely | Budapest II. kerülete polgármestere                                                              | [ 8 ]         |
| 2023 | Pomogáts Béla | irodalomtörténész                                                                                | [ 8 ]         |
| 2023 | Sommer Katalin | maszkmester                                                                                      | [ 8 ]         |
| 2023 | Stikel János | a Nyugdíjasok Szervezeteinek Somogy Megyei Szövetségének elnöke                                  | [ 8 ]         |
| 2023 | Surányi György dr.                                                                                                | közgazdász, a Corvinus Egyetem és a CEU tanára                                                   | [ 8 ]         |
| 2023 | Szentgyörgyi László                                                                                               | villanyszerelő                                                                                   | [ 8 ]         |
| 2024 | Droppa György | közgazdász                                                                                       | [ 30 ] [ 31 ] |
| 2024 | Egységes Diákfront                                                                                                |                                                                                                  | [ 30 ] [ 31 ] |
| 2024 | Hídvégi B. Attila                                                                                                 | újságíró                                                                                         | [ 30 ] [ 31 ] |
| 2024 | Iványi Miklós | lelkész                                                                                          | [ 30 ] [ 31 ] |
| 2024 | Karsai Dániel dr.                                                                                                 | alkotmányjogász                                                                                  | [ 30 ] [ 31 ] |
| 2024 | Kiss Ambrus | politikus, főpolgármester-helyettes                                                              | [ 30 ] [ 31 ] |
| 2024 | Komáromi István dr.                                                                                               | előadóművész                                                                                     | [ 30 ] [ 31 ] |
| 2024 | M. Lengyel László                                                                                                 | újságíró                                                                                         | [ 30 ] [ 31 ] |
| 2024 | Para-Kovács Imre                                                                                                  | újságíró                                                                                         | [ 30 ] [ 31 ] |
| 2024 | Sárosi Attila | szerkesztő                                                                                       | [ 30 ] [ 31 ] |
| 2024 | Somos András dr.                                                                                                  | újságíró                                                                                         | [ 30 ] [ 31 ] |
| 2024 | V. Naszályi Márta                                                                                                 | kertépítész mérnök, I. kerület (Budavár) polgármestere                                           | [ 30 ] [ 31 ] |
| 2024 | Zelenka Pál | gépészmérnök                                                                                     | [ 30 ] [ 31 ] |
| 2025 | Birta Sándor | közgazdász, politikus                                                                            | [ 32 ]        |
| 2025 | Czeizel Gábor | rendező                                                                                          | [ 32 ]        |
| 2025 | Hiller István | történész                                                                                        | [ 32 ]        |
| 2025 | Himmler György | tanár, író                                                                                       | [ 32 ]        |
| 2025 | Hofher József | jezsuita szerzetes                                                                               | [ 32 ]        |
| 2025 | Józsa Márta | újságíró                                                                                         | [ 32 ]        |
| 2025 | Kéri László | politológus                                                                                      | [ 32 ]        |
| 2025 | Krug Emilia | újságíró                                                                                         | [ 32 ]        |
| 2025 | Mezei Éva | újságíró                                                                                         | [ 32 ]        |
| 2025 | Nemes Dániel | üzletember                                                                                       | [ 32 ]        |
| 2025 | Solt János | aktivista                                                                                        | [ 32 ]        |
| 2025 | Solt Jánosné | aktivista                                                                                        | [ 32 ]        |
| 2025 | Spiró György | író                                                                                              | [ 32 ]        |
| 2025 | Surányi András | filmrendező                                                                                      | [ 32 ]        |
| 2025 | Winkler Miksa | kántor                                                                                           | [ 32 ]        |